# Hamma (wilaya de Sétif)
Hamma est une commune de la wilaya de Sétif en Algérie.